# حوض الكونغو

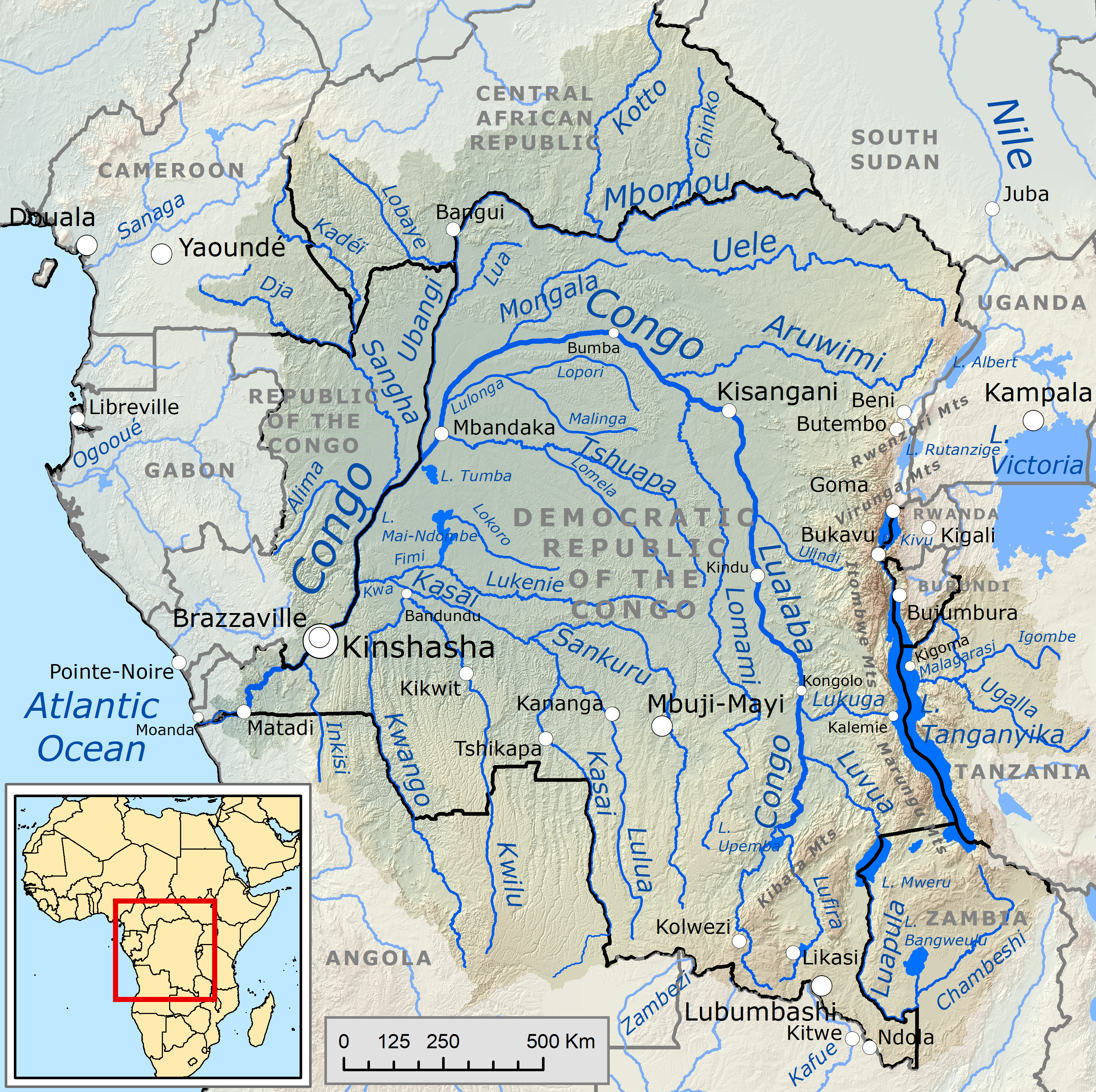
مجرى وحوض تصريف لنهر الكونغو.

حوض الكونغو هو الحوض الرسوبي لنهر الكونغو. يقع حوض الكونغو في وسط أفريقيا، في منطقة تعرف باسم غرب أفريقيا الاستوائية. تعرف منطقة حوض الكونغو أحيانًا باسم الكونغو.
يبدأ الحوض في مرتفعات نظام شرق إفريقيا المتصدع بإدخال من نهر شامبيشي ونهري أويلي وأوبانغي في الروافد العليا ونهر لوالابا الذي يستنزف الأراضي الرطبة في المناطق الوسطى. نظرًا لعمر الشباب والارتفاع النشط في شرق إفريقيا المتصدع في المناطق الرأسية، فإن حمولة الرواسب السنوية في النهر كبيرة جدًا ولكن حوض الصرف يحتل مناطق كبيرة منخفضة الارتياح في معظم أنحاء منطقته. يبلغ إجمالي مساحة الحوض 3.7 مليون كيلومتر مربع، وهو موطن لبعض أكبر المدرجات غير المستقرة للغابات المطيرة الإستوائية على الكوكب، بالإضافة إلى الأراضي الرطبة الكبيرة. ينتهي الحوض حيث يفرغ النهر حموله في خليج غينيا على المحيط الأطلسي. المناخ استوائي، مع موسمين مطريين بما في ذلك هطول الأمطار بغزارة عالية، ودرجة حرارة عالية على مدار السنة. الحوض هو موطن لغوريلا الأراضي المنخفضة الغربية المهددة بالإنقراض.

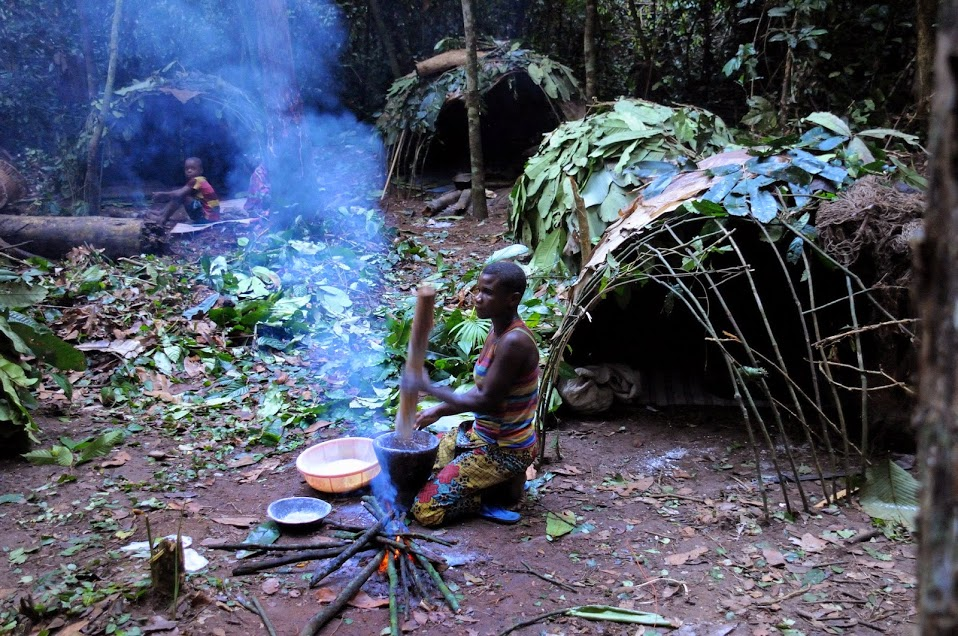
الأقزام الصيادون في جمهورية أفرقيا الوسطي.

كان الحوض هو مستجمعات المياه لنهر الكونغو التي يسكنها شعوب الأقزام، وفي النهاية هاجرت شعوب البانتو إلي هناك وأسست مملكة الكونغو. أسست بلجيكا وفرنسا والبرتغال لاحقًا للسيطرة الإستعمارية على المنطقة بأكملها بحلول أواخر القرن التاسع عشر. أعطى القانون العام لمؤتمر برلين لعام 1885 تعريفًا دقيقًا لـ «الحوض التقليدي» للكونغو، والذي تضمن الحوض الفعلي بأكمله بالإضافة إلى بعض المناطق الأخرى. ألزم القانون العام الموقعين على الحياد داخل الحوض التقليدي، لكن هذا لم يحترم خلال الحرب العالمية الأولى.

## منطقة الكونغو

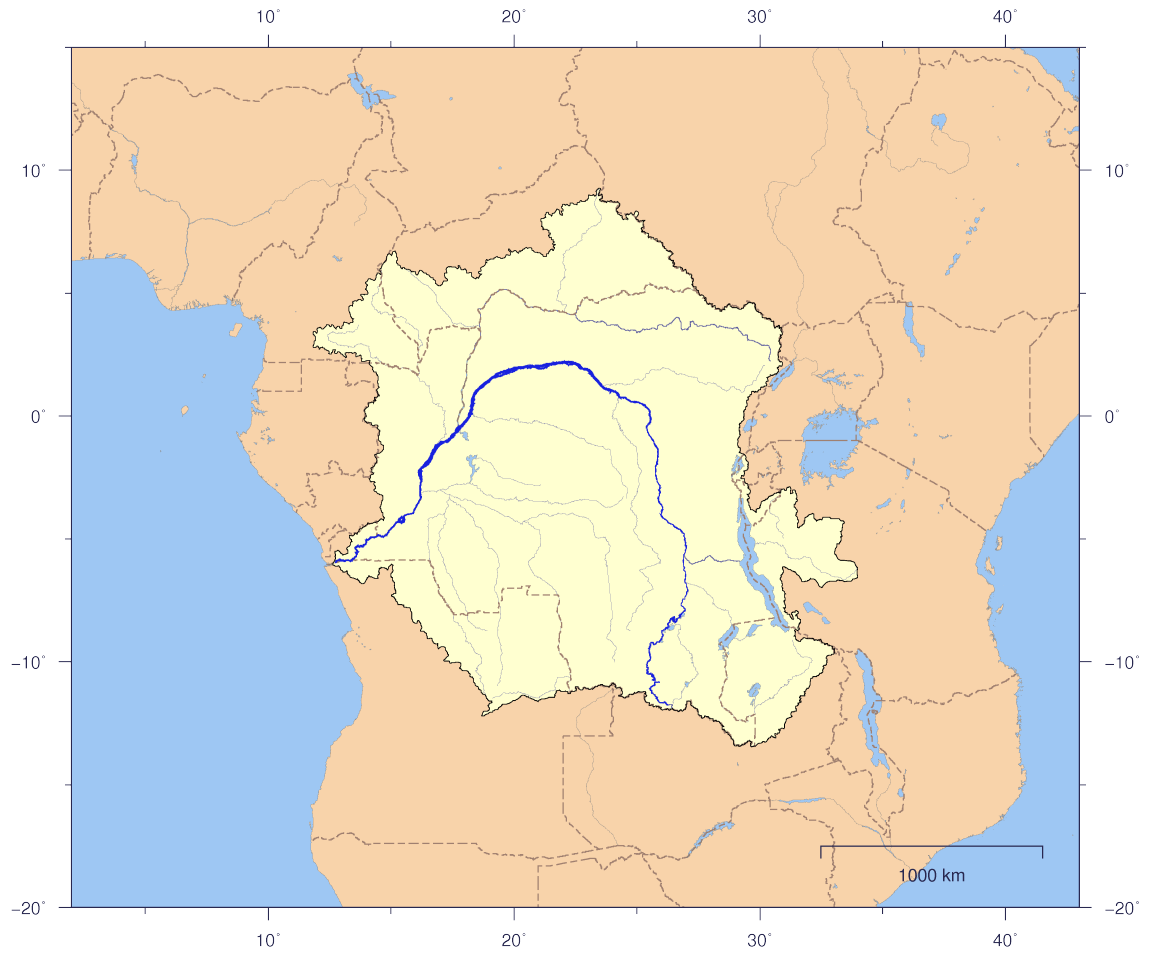
مسار وصرف حوض نهر الكونغو مع البلدان.

الكونغو هو الاسم التقليدي لأفريقيا الوسطى الإستوائية التي تقع بين خليج غينيا والبحيرات العظمى الأفريقية.
إنه يحتوي على بعض أكبر الغابات الاستوائية المطيرة في العالم، غابات الكونغو المطيرة.

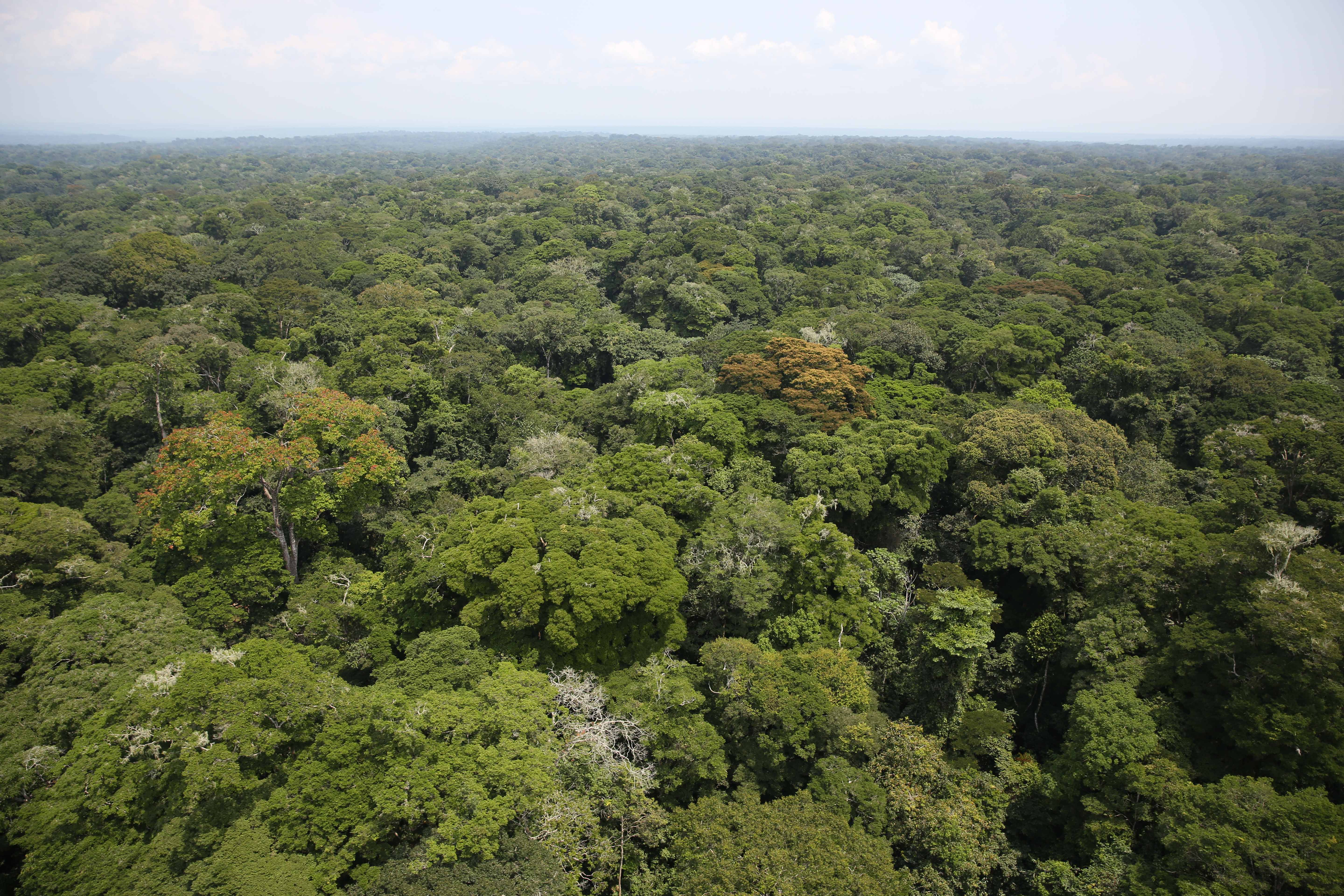
الغابات المطيره.

- أنغولا
- بوروندي
- الكاميرون
- الغابات المطيره.جمهورية افريقيا الوسطى
- جمهورية الكونغو الديموقراطية
- جمهورية الكونغو
- رواندا
- جنوب السودان
- تنزانيا
- زامبيا

## الأهمية البيئيه

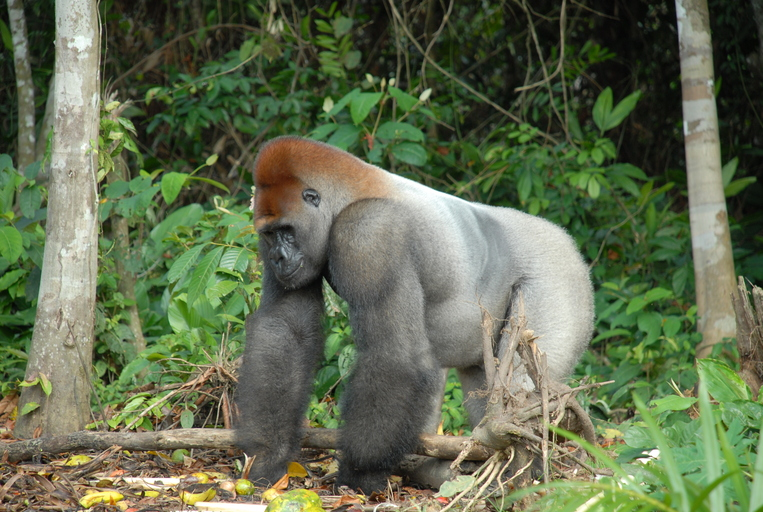
غوريلا الأراضي المنخفضه الغربيه.

غابة الكونغو نقطة ساخنة للتنوع البيولوجي. فهي موطن لأوكابي، بونوبو وطاووس الكونغو، لكنها أيضًا مصدر مهم للخشب الأفريقي، المستخدم في بناء الأثاث والأرضيات. يعتمد ما يقدر بنحو 40 مليون شخص على هذه الغابات، ويعيشون على سبل العيش التقليدية. على المستوى العالمي، تعمل غابات الكونغو باعتبارها الرئة الثانية للكوكب، مقابل نظيرتها الأمازون المتضائلة بسرعة. إنها «بالوعة كربون» ضخمة، وهي محاصرة للكربون يمكن أن تصبح ثاني أكسيد الكربون، السبب الرئيسي للإحتباس الحراري. يشتمل حوض الكونغو على حوالي 8 بالمائة من الكربون المستند إلى الغابات في العالم. تؤثر هذه الغابات أيضًا على هطول الأمطار عبر شمال الأطلسي. بمعنى آخر، هذه الغابات البعيدة ضرورية لمستقبل استقرار المناخ، وهو حصن ضد تغير المناخ الجامح.
تم الإتفاق على وقف اختياري لقطع الأشجار في غابة الكونغو مع البنك الدولي وجمهورية الكونغو الديمقراطية في أيار/ مايو 2002. وافق البنك الدولي على تقديم 90 مليون دولار من المساعدات التنموية إلى RDC بشرط لم تصدر الحكومة أي تنازلات جديدة تمنح حقوق شركات قطع الأشجار لإستغلال الغابات. حظرت الصفقة أيضًا تجديد الامتيازات الحالية.

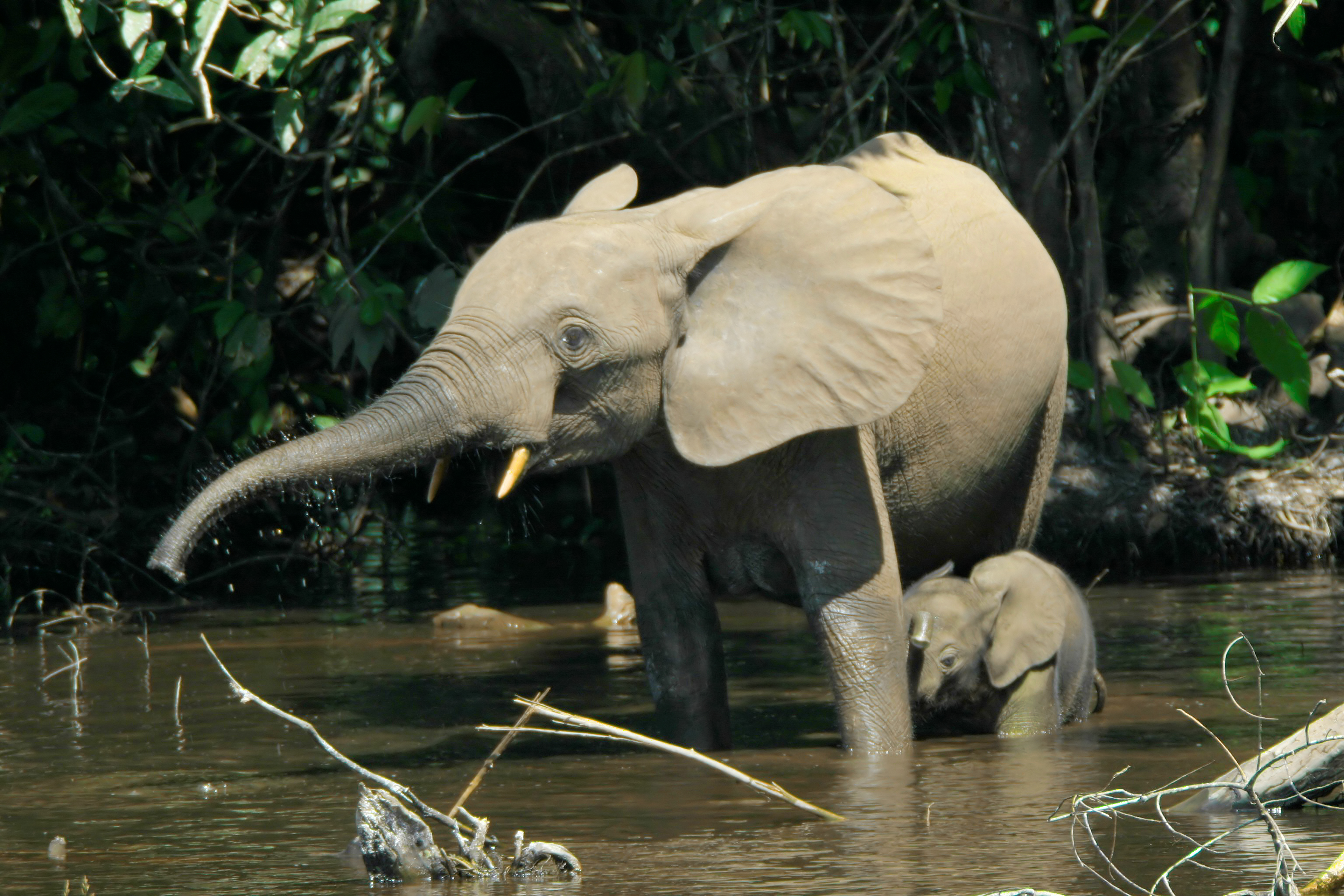
فيل الغابات الأفريقيه.

تدعو منظمة السلام الأخضر البنك الدولي إلى «التفكير خارج الصندوق» واستخدام إمكانات الغابة في المعركة ضد تغير المناخ. إذا تم إزالة الغابات من هذه الغابات، فسيتم إطلاق الكربون الذي تحبسه في الجو. تقول أن 8 ٪ من الكربون القائم على الغابات في الأرض يتم تخزينها في غابات RDC. تشير تقديرات التنبؤ بإزالة الغابات بلا هوادة في المستقبل إلى أنه بحلول عام 2050 ستنشر أنشطة في جمهورية الكونغو الديمقراطية نفس الكمية تقريبًا من ثاني أكسيد الكربون التي أطلقتها المملكة المتحدة على مدار الستين عامًا الماضية.
لقد كتبت الحكومة مدونة جديدة للغابات تتطلب من الشركات الإستثمار في التنمية المحلية واتباع دورة مستدامة من خمسة وعشرين عامًا من التسجيل الدوراني. عندما يتم منح شركة ما امتيازًا من الحكومة المركزية لتسجيل الدخول إلى الكونغو، يتعين عليها توقيع اتفاق مع الزعماء المحليين وأصحاب الأراضي الوراثية، الذين يمنحون الإذن لها لإستخراج الأشجار مقابل حزم التطوير. من الناحية النظرية، يتعين على الشركات أن تدفع حوالي 18 مليون دولار إيجار سنويًا لهذه التنازلات، منها 40٪ من الضرائب المدفوعة يجب أن تعاد إلى حكومات المقاطعات للإستثمار في التنمية الاجتماعية للسكان المحليين في المناطق المسجلة. لا يكافئ بروتوكول كيوتو، في شكله الحالي، ما يسمى «تجنب إزالة الغابات» - وهي مبادرات تحمي الغابات من الخفض. لكن العديد من علماء المناخ وصانعي السياسات يأملون في أن تتضمن المفاوضات الخاصة بخليفة كيوتو مثل هذه الإجراءات.
إذا كان الأمر كذلك، فقد يكون هناك حافز مالي لحماية الغابات. في كيسنغاني جزء من مشروع ندوة الإدارة المستدامة للغابات في أفريقيا للحفاظ على النظام البيئي للغابات الذي أجرته جامعة ستيلينبوش. تسعى RDC أيضًا إلى توسيع مساحة الغابات الخاضعة للحماية، والتي تأمل في الحصول على تعويض من خلال الأسواق الناشئة عن الكربون الحرجي. المنظمة البيئية الكونغوية الرئيسية التي تعمل على إنقاذ الغابات هي منظمة غير حكومية تسمى OCEAN، والتي تعمل كحلقة وصل بين المنظمات الدولية مثل منظمة السلام الأخضر ومجموعات المجتمع المحلي في هذه الامتيازات.